# Вырбино
Вырбино (болг. Върбино) — село в Болгарии. Находится в Силистренской области, входит в общину Дулово. Население составляет 83 человека.

## Политическая ситуация
Вырбино подчиняется непосредственно общине и не имеет своего кмета.
Кмет (мэр) общины Дулово — Митхат Мехмед Табаков (Движение за права и свободы (ДПС)) по результатам выборов.